# Rose Marie Muraro
Rose Marie Muraro (Rio de Janeiro, 11 de novembre de 1930 - 21 de juny de 2014) fou una escriptora, física, economista i editora brasilera, pionera del moviment feminista al Brasil.

## Biografia
Nascuda a Rio de Janeiro, als 15 anys Rose Marie va rebutjar la fortuna de la seva família (llavors una de les més riques del Brasil) i va treballar com a assistent del pare Hélder Câmara, responsable de l'organització de moviments socials cristians.
El 1960 es va fer directora de la União Católica de Imprensa («Unió Catòlica de Premsa») en la CNBB («Conferència Nacional de Bisbes del Brasil»).
El 1961 Muraro va assumir el càrrec de direcció en l'editora catòlica Vozes. El 1966 va publicar el seu primer llibre, Mulher na construção do mundo futuro (Dona en la construcció del món futur), un best-seller que va vendre 10.000 exemplars en tres mesos.
Amb el Cop d'Estat de 1964 al Brasil i la subsegüent persecució als esquerrans (i als militants de moviments socials en general), va passar a publicar llibres d'escriptors catòlics progressistes. Per mitjà dels seus llibres i dels escrits pel frare Leonardo Boff, va incentivar el moviment feminista i la teologia de l'alliberament. El 1971 va ser la responsable de la vinguda de la feminista estatunidenca Betty Friedan al Brasil.
El 1975 les seves obres van ser prohibides per la dictadura militar, sota l'acusació que eren pornogràfiques.
Amb el viratge conservador de l'Església Catòlica en la dècada del 1980, Muraro i Boff van ser considerats indesitjables pel Vaticà i van ser expulsats de l'editora Vozes el 1986.
El 1990, Rose Marie Muraro fou nomenada directora de l'Editora Rosa dos Tempos, dedicada a publicacions sobre els estudis de gènere, càrrec que ocuparia fins al final del 2000.
El 2003, va ser nomenada membre del Conselho Nacional dos Direitos da Mulher («Consell Nacional dels Drets de la Dona») pel mateix president Luiz Inácio Lula da Silva, el qual el 2005 la va declarar Patrona del Feminisme Nacional a través de la llei 11.261/05.

## Premis i homenatges

### Indicacions
- Nominada nou vegades per al premi «Dona de l'Any» per diverses institucions
- Nominada per al Premi Nobel de la Pau (2005), amb altres 51 dones brasileres pel Projecte Mil Dones.[4]

### Medalles
- Medalla d'Or del Palácio do Planalto (1987)
- Medalla Tiradentes (1996)
- Medalla Pedro Ernesto (1998)

### Homenatges
- Personalitat Intel·lectual de l'Any (1992), per la «Unió Brasilera d'Escriptors»
- Títol de «Dona del Segle» (revista Desfile, 1990 i 1999)
- Títol de Ciutadana Honorària de Brasília (2001)
- Títol de Ciutadana Honorària de São Paulo i Premi Carlota Pereira de Queiroz (2004)

## Obres en portuguès
- Mulher na construção do mundo futuro (Vozes, 1966/1974)
- Automação e futuro do homem (Vozes, 1968/1974)
- As mais belas orações de nosso tempo (José Olímpio, 1968)
- As mais belas orações de todos os tempos (José Olímpio, 1973)
  - As mais belas orações de todos os tempos (Círculo do Livro, 1995)
  - As mais belas orações de todos os tempos (Rosa dos Tempos, 1997)
  - As mais belas orações de todos os tempos (Pensamento, 1997)
- Libertação sexual da mulher (Vozes, 1975)
- Sexualidade da mulher brasileira, corpo e classe social (Vozes, 1983/1995)
  - Sexualidade da mulher brasileira, corpo e classe social (Rosa dos Tempos, 1996)
- Sexualidade, libertação e fé. Por uma erótica cristã (Vozes, 1985)
- Identidade feminina (Vozes, 1987)
- Vale a pena viver (Trevo, 1988)
- Amor jovem (Trevo, 1988)
- Livro do ser e do prazer (Trevo, 1988)
- Coleção para Iluminar seu Caminho, 6 vol. (Rosa dos Tempos, 1990)
- Os seis meses em que fui homem (Rosa dos Tempos, 1990)
  - Os seis meses em que fui homem (Círculo do Livro, 1990)
- A mulher do terceiro milênio (Rosa dos Tempos, 1992)
- Homem, Mulher, início de uma nova era (Artes e Contos, 1994)
- Poemas para encontrar Deus (Rosa dos Tempos, 1994/1996)
- Momentos de amor com Deus (Rosa dos Tempos, 1994/1996)
- Alquimia da juventude (Ediouro, 1996)
- As mais belas palavras de amor (Ediouro, 1996)
- O silêncio de Deus (Ediouro, 1996)
- Memórias de uma mulher impossível (Rosa dos Tempos, 2000, autobiografía)
- Textos da fogueira (Letrativa, 2000)
  - Textos da fogueira (Pergaminho, 2000)
- Mulher, gênero e sociedade (Relume Dumará, 2001)
- Feminino Masculino, uma nova consciência para o encontro, para as diferenças (Sextante, 2002)
  - Feminino Masculino, uma nova consciência para o encontro, para as diferenças (Trotta, 2004)
- O Espírito de Deus pairou sobre as águas (Pensamento, 2002)
- Um mundo novo em gestação (Verus, 2003)
- A paixão pelo impossível (Girafa, 2003)
- Por que nada satisfaz as mulheres e os homens não as entendem (Girafa, 2003)
- Amor de A a Z (Sextante, 2005)
- O que as mulheres não dizem aos homens (Record, 2006)
- A espécie humana. De onde viemos? Para onde vamos? (Moderna, 2006)
- Mais lucro: valores humanos na construção da empresa (José Olímpio, 2006)
- Diálogo para o futuro (Cultrix, 2006)
- Coleção Um Mundo Novo em Gestação, 6 vol. (Zit, 2006)

### En portuguès
- Lloc web oficial Arxivat 2010-10-05 a Wayback Machine.
- Idéias e pensamentos de uma mulher impossível Arxivat 2010-10-06 a Wayback Machine.

### En castellà
- El eterno dilema entre lo masculino y lo femenino
- Leonardo Boff. El camino más corto hacia el fracaso Arxivat 2009-04-30 a Wayback Machine.